# Cordioideae
Cordioideae es una subfamilia de plantas perteneciente a la familia Boraginaceae que tiene 3 géneros.

## Géneros
Coldenia - Cordia - Saccellium